# Líšťany, Louny
Líšťany là một làng thuộc huyện Louny, vùng Ústecký, Cộng hòa Séc.